# シャルル・ド・ヴァロワ (オルレアン公)

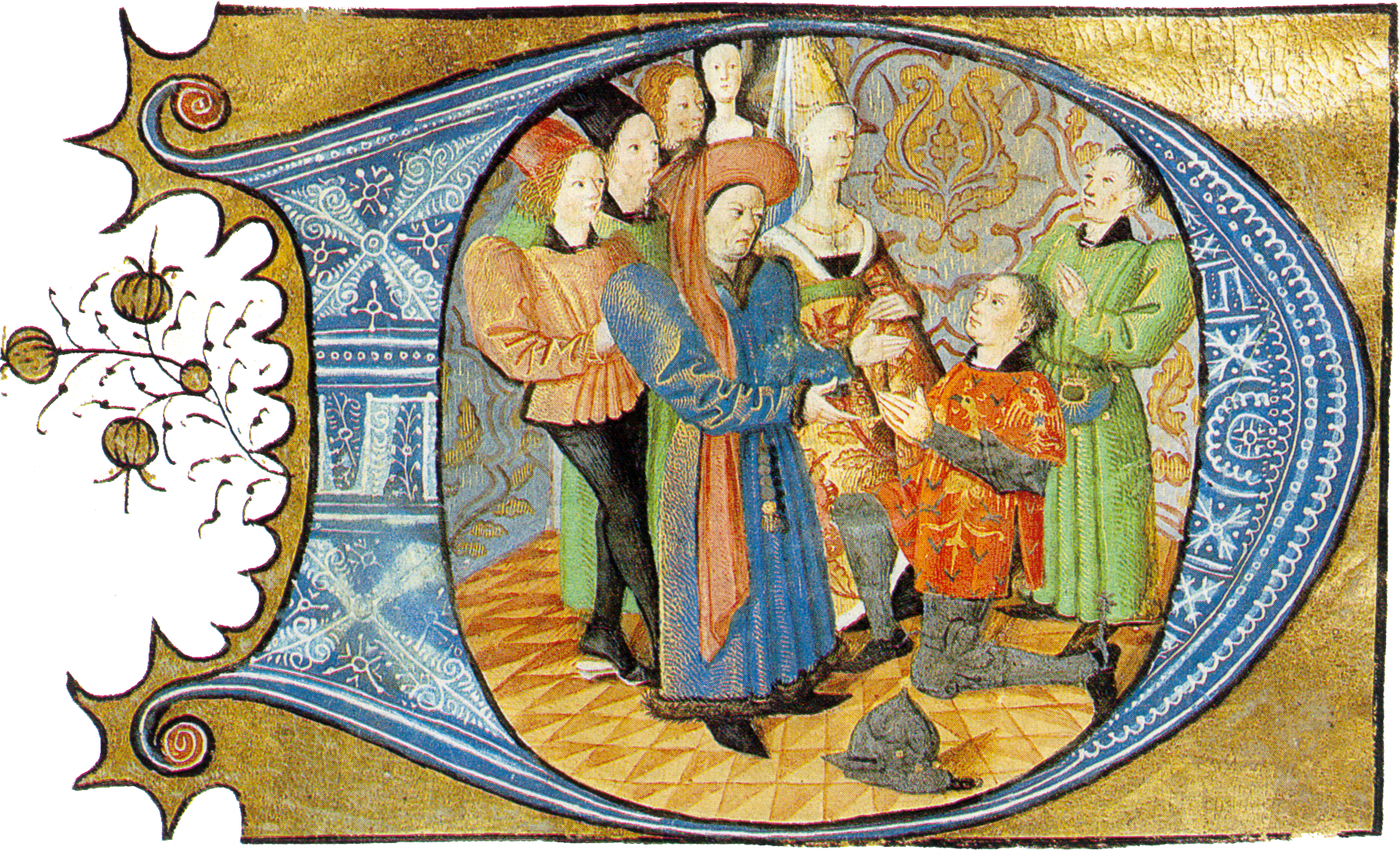
臣従の誓いを受けるシャルル・ドルレアン

シャルル1世・ド・ヴァロワ（Charles Ier de Valois, duc d'Orléans, 1394年11月24日 - 1465年1月5日）は、百年戦争期のフランスの王族。オルレアン公。シャルル・ドルレアン（Charles d'Orléans）とも呼ばれる。詩人として知られる。
ヴァロワ家傍系ヴァロワ＝オルレアン家の当主で、オルレアン公ルイ・ド・ヴァロワ（フランス王シャルル6世の弟）とヴァレンティーナ・ヴィスコンティの第4子。同母弟にアングレーム伯ジャン・ドルレアン、異母弟にデュノワ伯ジャン・ド・デュノワがいる。シャルル5世の孫であり、ルイ12世の父である。

## 生涯
1406年、父の工作によりシャルル6世の長女で従姉にあたるイザベル（イングランド王リチャード2世の未亡人）と結婚する。1409年にイザベルは一女ジャンヌを出産時に死亡した。
1407年に父はブルゴーニュ公ジャン1世（無怖公）に暗殺された。怒りに燃えた母は伯父シャルル6世と王妃イザボー・ド・バヴィエールに無怖公を訴えたが、無怖公の武力とパリ市民の人気から事件を追及出来ないまま1408年に逝去、両親を失ったオルレアン公は1409年に無怖公と形ばかりの和睦を受け入れるしかなかった。しかし翌1410年にアルマニャック伯ベルナール7世の娘ボンヌと再婚し、父の報復を図ってアルマニャック伯と共にベリー公ジャン1世、ブルターニュ公ジャン5世、ブルボン公ジャン1世など反ブルゴーニュ派の貴族をアルマニャック派として再結集、1411年に無怖公へ弾劾状を送りブルゴーニュ派との内戦に突入した。
オルレアン公はアルマニャック派を率いてブルゴーニュ派と戦いながら、イングランドの援助を当てにして同盟を打診、1411年にイングランドの支援を取り付けたブルゴーニュ派にパリを占領されたが、翌1412年5月にイングランドとの同盟を結びブルゴーニュ派への反撃を試みた。この時は両派共に厭戦気分がこみ上げ、イングランド介入に危機を覚えたことから8月に和睦を結んだが、条件としてイングランドとの同盟を破棄したため、イングランドから賠償金を請求されたオルレアン公は金を支払えず、弟のアングレーム伯ジャンをイングランドへ人質に出す羽目に陥っている。
1413年にパリのブルゴーニュ派が起こした暴動により無怖公がパリを退去、それに乗じてパリに入城したが、内戦の長期化を恐れて翌1414年9月に再び無怖公と和睦した。1415年、イングランド王ヘンリー5世はこの内戦に乗じ、アジャンクールの戦いでフランス軍を破ったが、オルレアン公は多数の貴族と共に捕虜となり、イングランド各地、主にウィンザー、ポンテフラクト、ウィングフィールドで幽閉された。「獄屋の歌」をこの時期に記している。2番目の妻ボンヌはその間、1430年から1435年の間に死去している。
幽閉中は不在の領地オルレアンに残された家来と手紙のやり取りを欠かさず、イングランドの動向に気を配り、頻繁に金策やオルレアン防衛に指示を下している。オルレアンは1428年10月から1429年5月までイングランド軍に包囲されたが、異母弟のデュノワ伯ジャンがジャンヌ・ダルクらと協力して防衛に成功、オルレアンを解放した（オルレアン包囲戦）。オルレアン公は2人に感謝してジャンヌへ盛装を送り、デュノワには年金とデュノワ伯領・爵位を与えている。
やがてイングランドとフランスの和睦が取り沙汰されると、オルレアン公の釈放も和睦条件の一つとして提案され、1433年に和平会談が企画されるとイングランドによりカレーへ連れてこられたが、会談は行われなかった。1435年のアラス講和会議にもイングランド代表団の付き添いとして出席したが、イングランドとフランスの交渉が決裂したため釈放されなかった。それでも和睦の駒として重要視され、イングランドの和平派のヘンリー・ボーフォート枢機卿とサフォーク伯ウィリアム・ド・ラ・ポールがグロスター公ハンフリーの反対を押し切り、オルレアン公の釈放に踏み切った。これには、無怖公の息子のブルゴーニュ公フィリップ3世（善良公）の妻イザベルがボーフォート枢機卿と釈放に向けた交渉を行っていたことも影響していた。
1440年2月に交渉がまとまり、善良公が莫大な身代金を一部支払うことで解放され、9月にフランスへ帰国した。帰国後に善良公と和解し、11月に善良公の姪マリー・ド・クレーヴと3度目の結婚をして、翌1441年1月にオルレアンへ入城した。しかし、従兄弟のフランス王シャルル7世からは冷たくあしらわれ、身代金の完済にも苦慮、フランスとイングランドの和平も進展しない中、1442年にプラグリーの乱の残党に担がれ反国王派に立った。シャルル7世に機先を制され、説得されたため陰謀は阻止された。また1447年、母の相続権を盾にミラノを攻略しようとしたが失敗した。
1450年に政治から離れブロワ城に隠棲、1465年に70歳で没した。隠棲後、最後の妻マリーとの間にルイ12世の他、マリー、アンヌの2女をもうけた。

## 子供
- 最初の妻イザベル・ド・ヴァロワとの間の子供：
  - ジャンヌ（1409年 - 1432年） - アランソン公ジャン2世の最初の妻
- 2番目の妻ボンヌ・ダルマニャックとの間の子供はない。
- 3番目の妻マリー・ド・クレーヴとの間の子供：
  - マリー（1457年 - 1493年） - ナルボンヌ子爵ジャン・ド・フォワと結婚
  - ルイ12世（1462年 - 1515年） - オルレアン公、後にフランス王
  - アンヌ（1464年 - 1491年）